# Erkki Huhtamo
Erkki Huhtamo (nacido en 1958) es arqueólogo de medios, comisario de exposiciones y profesor de la Universidad de California en Los Ángeles en los Departamentos de Diseño de Artes de Medios y Cine, Televisión y Medios Digitales.

## Investigación
Huhtamo nació en Helsinki, Finlandia y tiene un doctorado en historia cultural de la Universidad de Turku. Antes de mudarse a Los Ángeles en 1999 para enseñar en UCLA, Huhtamo había sido profesor de estudios de medios en la Universidad de Laponia, Rovaniemi, Finlandia (1994-1996) y trabajó como profesor adjunto en la Universidad de Arte y Diseño (UIAH, Helsinki, ahora parte de la Universidad Aalto). Huhtamo publicó extensamente en finés, sobre todo Virtuaalisuuden arkeologia ("La arqueología de la virtualidad", The University of Lapland Press, 1995) y Elävän kuvan arkeologia ("La arqueología de la imagen en movimiento", YLE, Danish Broadcasting Company Publishing, 1996).
Estos libros marcaron la entrada de Huhtamo en el campo de la arqueología de los medios, que apenas comenzaba a definir su identidad y que ha caracterizado su investigación desde entonces. Desde mediados de la década de 1990, Huhtamo escribe sus investigaciones en inglés. Ha cubierto una amplia gama de temas relacionados con la cultura de los medios y las artes tecnológicas, incluidos los medios interactivos, los entretenimientos con simuladores, la genealogía de la pantalla, los "peep media" (una noción que él ha acuñado), el arte estereoscópico y los medios en Espacios públicos. Su trabajo a menudo ha tenido como objetivo excavar, resucitar y analizar medios abandonados y olvidados. Una de sus líneas rectoras es la combinación de la teoría del topos con la arqueología de los medios. Influenciado por el trabajo pionero de Ernst Robert Curtius (1886-1956), Huhtamo considera los “topoi” como fórmulas que atraviesan la cultura mediática, dando forma a experiencias e interpretaciones cambiantes. Cosas que parecen inéditas, y que son promovidas como tales por los agentes culturales, pueden ser en realidad topoi disfrazados.
Huhtamo ha publicado en revistas académicas como Iconics , Cinema Journal, Early Popular Visual Culture y The Journal of Visual Culture. Hasta la fecha, su principal logro de investigación es la gran monografía Illusions in Motion: Media Archaeology of the Moving Panorama and Related Spectacles (MIT Press, 2013). Con Jussi Parikka, Huhtamo también es el editor de la antología Media Archaeology: Approaches, Applications, and Implications(University of California Press, 2011), que ayudó a definir el campo de la arqueología de los medios. La premisa de la arqueología de los medios, según Huhtamo, es “llevar la cultura de los medios actual y la cultura del pasado a una interacción fructífera”. Además de la arqueología de los medios, Huhtamo ha publicado sobre el tema de la curación y los museos en varias antologías, incluidas Museum Media y Museums in a Digital Age.
El mayor esfuerzo curatorial de Huhtamo hasta la fecha ha sido la gran exposición Outoäly /Alien Intelligence (2000), que creó para el recientemente inaugurado Museo de Arte Contemporáneo de Kiasma en Helsinki. Se produjeron varias instalaciones de arte de medios interactivos nuevos con el apoyo del museo para esta exhibición, incluyendo The Giver of Names de David Rokeby, Head (ahora en la colección permanente de Kiasma) de Ken Feingold y Autopoiesis de Kenneth Rinaldo.

## Apariciones y experimentos
Huhtamo apareció como experto en la linterna mágica en un episodio de Storage Wars, en el que se puede ver una parte de su colección personal de objetos arqueológicos mediáticos. Es uno de los especialistas destacados en el largometraje documental Electric Signs de Alice Arnold (Icarus Films, EE. UU., 2012).
Además de escritos y conferencias académicas, Huhtamo ha difundido sus ideas de manera experimental. En 1998 trabajó en el Instituto de Medios Visuales de ZKM, Karlsruhe, creando una "instalación arqueológica de medios" de alta tecnología titulada The Ride of Your Life, que utilizaba una plataforma de simulación de movimiento profesional. Las imágenes consistían en una gran cantidad de "películas de atracciones" desde el cine mudo temprano hasta los parques temáticos contemporáneos, editadas en una súper atracción de cuatro minutos. Según Huhtamo, la instalación fue “un experimento en el discurso histórico del cine, un modelo para la 'historia del cine experiencial'”. El trabajo fue producido en cooperación con el Instituto de Robótica de la Universidad de Karlsruhe y exhibido en la exposición SurroGate1 en el ZKM (1998).
En el festival Ars Electronica de 2006, Huhtamo actuó en el escenario en una producción titulada Musings on Hands, que creó junto con los artistas de medios estadounidenses Golan Levin y Zachary Lieberman (Tmema). Una versión anterior, Media Magic: Ghost in the Hand, ya había sido interpretada por Huhtamo, Levin y Lieberman en Tokio en el Ono Memorial Hall de la Universidad de Waseda como parte de un evento titulado Media Art Meets Media Archaeology: an Evening of Conferencias y actuaciones (2005).
Huhtamo ha ofrecido espectáculos de linternas mágicas utilizando linternas mágicas del siglo XIX y diapositivas de su propia colección. En agosto de 2012 realizó un espectáculo de larga duración titulado From Dole to the Pole, or Professor Huhtamo's Daring Adventures en Velaslavasay Panorama, Los Ángeles, asistido por los artistas Amy-Claire Huestis (efectos visuales) y Michael Rabbitt (música y efectos de sonido). En otra producción escénica, Mareorama Resurrected (2011), Huhtamo personifica, actuando con un pianista e imágenes proyectadas, un showman de panorama en movimiento del siglo XIX perdido en el siglo XXI. La producción se ha exhibido en Los Ángeles, Chicago y Pittsburgh. Huhtamo presentó una "conferencia de mostrar y contar" relacionada en el 60.º Festival Internacional de Cortometrajes de Oberhausen (2014).

## Colección
Huhtamo posee una gran colección de dispositivos y documentos relacionados con la cultura visual temprana desde el siglo XVIII hasta principios del XX. Primero exhibió su colección en el Museo de las Culturas de Helsinki, como una exposición titulada Phantasmagoria: Time Travelling in the Moving Image (2000-2001). La mayoría de los objetos incluidos en la exposición, y documentados en un libro adjunto que escribió, Fantasmagoria: elävän kuvan arkeologiaa (BTJ Kirjastopalvelu, 2000), ahora pertenecen al Museo de la Imagen en Movimiento, Helsinki, donde se han exhibido. El museo cerró sus puertas en junio de 2015.
Se han utilizado objetos y documentos de la colección actual más extensa de Huhtamo para ilustrar su libro Illusions in Motion y varios artículos. Se pueden ver algunos ejemplos en el sitio web de Huhtamo y en un video de YouTube producido por Daily Bruin de UCLA. Huhtamo ha exhibido partes de su colección en la Biblioteca de Artes y la Biblioteca de Investigación Joven de la UCLA, así como en el Museo de Arte Hammer de Los Ángeles.

## Conexión con Japón
En 1993, Huhtamo viajó a Tokio para filmar una serie de televisión para YLE, la empresa finlandesa de radiodifusión. Se convirtió en The Empire of Monitors: Media Culture in Japan (1994), que él escribió y dirigió.
Huhtamo ha dado conferencias con frecuencia en importantes instituciones académicas como la Universidad de Waseda (Tokio), la Universidad de Kioto y el Instituto de Artes y Ciencias de los Medios Avanzados (IAMAS, ciudad de Ogaki). Desde que se lanzó el proyecto a principios de la década de 1990, ha colaborado con el NTT InterCommunication Center (Tokyo Opera City, 1997-), una importante institución que exhibe arte tecnológico, dando charlas y contribuyendo con textos en sus publicaciones.
Los textos de Huhtamo se han traducido al japonés más que a cualquier otro idioma. Se puede encontrar una bibliografía del primer libro en japonés de Huhtamo, Media Kokogaku - Kako Genzai Mirai no Taiwa no Tameni (2015). Una de sus primeras publicaciones en japonés fue “An Archaeology of Moving Image Media”, un número especial de Intercommunication Quarterly (No. 14, otoño de 1995, Tokio: NTT ICC), que editó.

## Áreas de especialización
- Arqueología de los medios
- Precinematografía
- Panorama móvil
- Arte de los nuevos medios

### Otras lecturas
- Illusions in Motion. Media Archaeology of the Moving Panorama and Related Spectacles. Cambridge, Mass: : The MIT Press. 2013.
- Jussi Parikka (ed.). Media Archaeology. Approaches, Applications, and Implications. Berkeley, CA: University of California Press.